# Bekkevoort
Bekkevoort is een plaats en gemeente in de Belgische provincie Vlaams-Brabant. De gemeente telt ruim 6.000 inwoners en ligt op een hoogte van 64 meter.

## Geografie

### Kernen
Naast Bekkevoort zelf zijn er nog twee andere deelgemeenten, met name Assent en Molenbeek-Wersbeek.

#### Tabel
| # | Naam               | Opp. (km²) | Inwoners (2020) | Inwoners per km² | NIS-code |
| - | ------------------ | ---------- | --------------- | ---------------- | -------- |
| 1 | Bekkevoort         | 19,86      | 3.643           | 183              | 24008A   |
| 2 | Assent             | 9,66       | 1.543           | 160              | 24008B   |
| 3 | Molenbeek-Wersbeek | 7,76       | 1.146           | 148              | 24008C   |

### Aangrenzende gemeenten

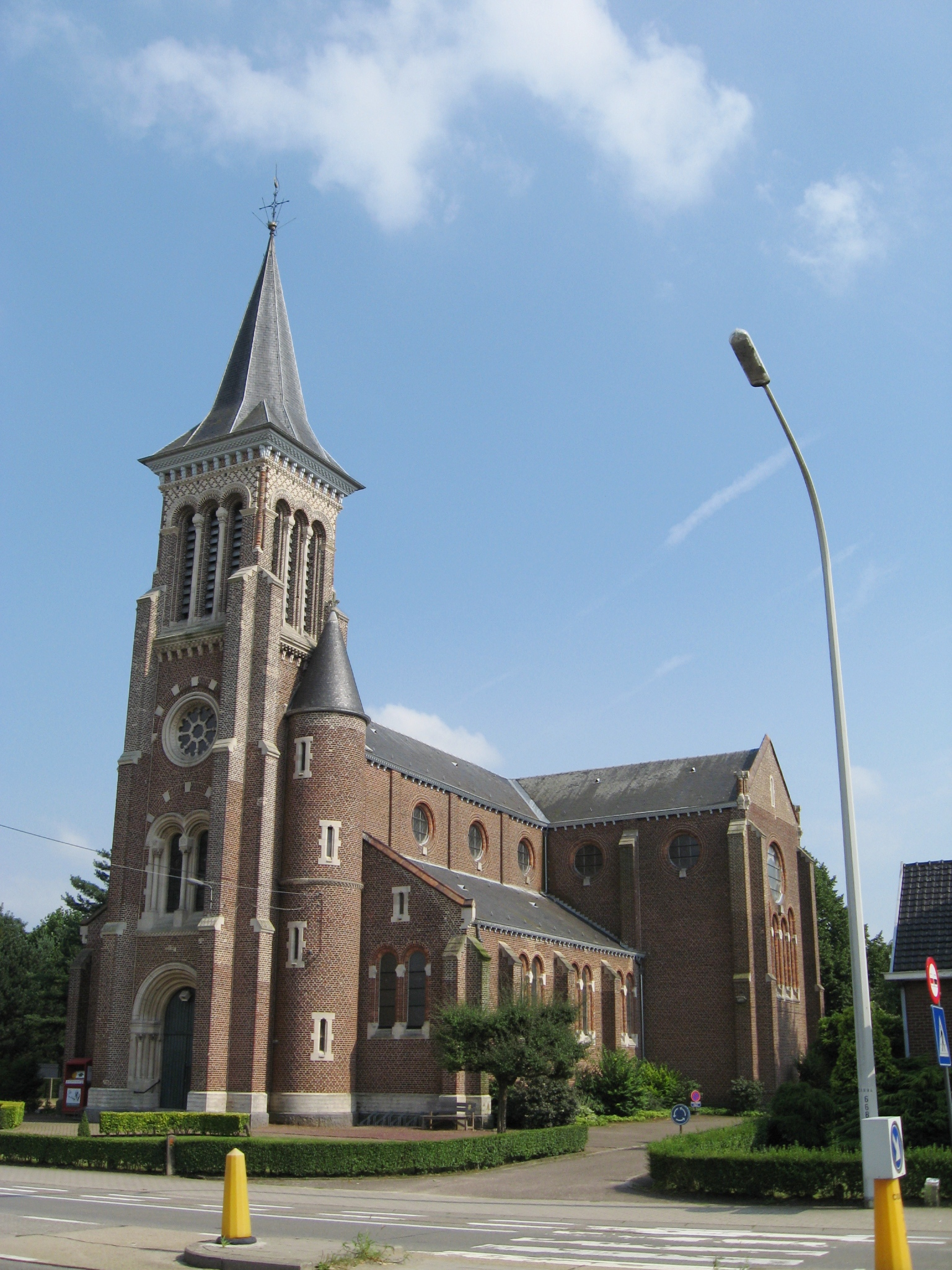
Sint-Pieterskerk

| Aangrenzende gemeenten | Aangrenzende gemeenten | Aangrenzende gemeenten | Aangrenzende gemeenten | Aangrenzende gemeenten |
| ---------------------- | ---------------------- | ---------------------- | ---------------------- | ---------------------- |
| Aarschot               |                        | Scherpenheuvel-Zichem  |                        | Diest                  |
|                        |                        |                        |                        |                        |
| Tielt-Winge            | Halen (Lim)            |                        |                        |                        |
|                        |                        |                        |                        |                        |
| Glabbeek               |                        |                        |                        | Kortenaken             |

## Bezienswaardigheden
- De Sint-Pieterskerk dateert uit 1881 en is opgetrokken in neoromaanse stijl. Ze heeft een driebeukig schip. In de kerk is onder meer een Brabantse piëta uit de 16de eeuw te zien.
- De Commanderij Bekkevoort
- De Onze-Lieve-Heerkapel, gewijd aan het Heilig Graf en gelegen aan het Bonnekensplein werd vanouds op Goede Vrijdag bezocht als bid- en offerplaats voor het welzijn van de bewoners en het vee. In 1904 werd het kapelletje vergroot. In het voorjaar van 1945 werd de kapel verwoest door een Duitse bom. In 1953 werd de kapel herbouwd. De kapel herbergt enkele ex voto's en een houten Christusbeeld [1].
- De neoclassicistische Hoeve Prinsenbos (ook wel Cluckerskasteel) was vroeger eigendom van de prinsen van Oranje. De hoeve annex landhuis werd opgetrokken in baksteen en heeft een imposant schilddak en een rechthoekige plattegrond. De gevel is symmetrisch en streng. Zowel de hoeve als de omgeving zijn beschermd als dorpsgezicht.
- Kasteel Bergenhof, woonplaats van o.a. voormalig burgemeester Eugeen Cools, werd opgetrokken in 1840. Rond het kasteel bevindt zich een park met eeuwenoude beukenbomen.

## Natuur en landschap
Bekkevoort ligt in het Hageland op een hoogte van 41 meter. Er zijn enkele getuigenheuvels met hoogten van 54 tot 80 meter. Vooral ten zuiden van de dorpskom zijn veel boomgaarden te vinden.

## Demografische ontwikkeling

### Demografische evolutie voor de fusie
- Bronnen:NIS, Opm:1831 tot en met 1970=volkstellingen; 1976 = inwonertal op 31 december

### Demografische ontwikkeling van de fusiegemeente
Alle historische gegevens hebben betrekking op de huidige gemeente, inclusief deelgemeenten, zoals ontstaan na de fusie van 1 januari 1977.
- Bronnen:NIS, Opm:1930 tot en met 1981=volkstellingen; 1990 en later= inwonertal op 1 januari

| Inwoners van jaar tot jaar op 1 januari 1992 tot heden | Inwoners van jaar tot jaar op 1 januari 1992 tot heden | Inwoners van jaar tot jaar op 1 januari 1992 tot heden |
| jaar                                                   | Aantal                                                 | Evolutie: 1992=index 100                               |
| ------------------------------------------------------ | ------------------------------------------------------ | ------------------------------------------------------ |
| 1992                                                   | 5.464                                                  | 100,0                                                  |
| 1993                                                   | 5.460                                                  | 99,9                                                   |
| 1994                                                   | 5.455                                                  | 99,8                                                   |
| 1995                                                   | 5.462                                                  | 100,0                                                  |
| 1996                                                   | 5.480                                                  | 100,3                                                  |
| 1997                                                   | 5.565                                                  | 101,8                                                  |
| 1998                                                   | 5.578                                                  | 102,1                                                  |
| 1999                                                   | 5.686                                                  | 104,1                                                  |
| 2000                                                   | 5.726                                                  | 104,8                                                  |
| 2001                                                   | 5.743                                                  | 105,1                                                  |
| 2002                                                   | 5.752                                                  | 105,3                                                  |
| 2003                                                   | 5.740                                                  | 105,1                                                  |
| 2004                                                   | 5.806                                                  | 106,3                                                  |
| 2005                                                   | 5.821                                                  | 106,5                                                  |
| 2006                                                   | 5.826                                                  | 106,6                                                  |
| 2007                                                   | 5.926                                                  | 108,5                                                  |
| 2008                                                   | 5.913                                                  | 108,2                                                  |
| 2009                                                   | 5.943                                                  | 108,8                                                  |
| 2010                                                   | 5.968                                                  | 109,2                                                  |
| 2011                                                   | 6.081                                                  | 111,3                                                  |
| 2012                                                   | 6.079                                                  | 111,3                                                  |
| 2013                                                   | 6.084                                                  | 111,3                                                  |
| 2014                                                   | 6.094                                                  | 111,5                                                  |
| 2015                                                   | 6.080                                                  | 111,3                                                  |
| 2016                                                   | 6.117                                                  | 112,0                                                  |
| 2017                                                   | 6.134                                                  | 112,3                                                  |
| 2018                                                   | 6.274                                                  | 114,8                                                  |
| 2019                                                   | 6.306                                                  | 115,4                                                  |
| 2020                                                   | 6.332                                                  | 115,9                                                  |
| 2021                                                   | 6.348                                                  | 116,2                                                  |
| 2022                                                   | 6.459                                                  | 118,2                                                  |
| 2023                                                   | 6.672                                                  | 122,1                                                  |
| 2024                                                   | 6.771                                                  | 123,9                                                  |
| 2025                                                   | 6.922                                                  | 126,7                                                  |

## Politiek

### Voormalige burgemeesters
- Anno 1965 : G. Laureyn
- 1983-2000 : Raymond Putseys (SP)
- 2001-2006 : Alex Vanbets (GBL-Bekkevoort)
- 2007-heden : Hans Vandenberg (CD&V)

#### 2013-2018
Burgemeester is Hans Vandenberg (CD&V). Hij leidt een coalitie bestaande uit CD&V en sp.a. Samen vormen ze de meerderheid met 12 op 17 zetels.

#### 2019-2024
Burgemeester is Hans Vandenberg (CD&V). Hij leidt een coalitie bestaande uit CD&V en sp.a. Samen vormen ze de meerderheid met 13 op 17 zetels.

#### 2024-2030
Burgemeester is Hans Vandenberg (CD&V Plus). Hij leidt een coalitie bestaande uit CD&V Plus en N-VA. Samen vormen ze de meerderheid met 10 op 17 zetels.

### Resultaten gemeenteraadsverkiezingen sinds 1976
| Partij               | Partij                                                   | 10-10-1976 | 10-10-1976 | 10-10-1982 | 10-10-1982 | 9-10-1988 | 9-10-1988 | 9-10-1994 | 9-10-1994 | 8-10-2000 | 8-10-2000 | 8-10-2006 | 8-10-2006 | 14-10-2012 | 14-10-2012 | 14-10-2018 | 14-10-2018 | 13-10-2024 | 13-10-2024 |
| Stemmen / Zetels     | Stemmen / Zetels                                         | %          | 17         | %          | 17         | %         | 17        | %         | 17        | %         | 17        | %         | 17        | %          | 17         | %          | 17         | %          | 17         |
| -------------------- | -------------------------------------------------------- | ---------- | ---------- | ---------- | ---------- | --------- | --------- | --------- | --------- | --------- | --------- | --------- | --------- | ---------- | ---------- | ---------- | ---------- | ---------- | ---------- |
|                      | CVP1 / CD&V2 / CD&V PLUS3                                | 27,061     | 5          | 36,851     | 7          | 37,591    | 7         | 29,721    | 5         | 25,711    | 4         | 29,982    | 6         | 39,692     | 7          | 36,72      | 7          | 34,23      | 6          |
|                      | SP1 / sp.a2 / ONS DORP3                                  | -          |            | 19,751     | 3          | 32,131    | 5         | 34,561    | 7         | 31,841    | 6         | 26,292    | 5         | 28,122     | 5          | 31,13      | 6          | 38,43      | 7          |
|                      | N-VA                                                     | -          |            | -          |            | -         |           | -         |           | -         |           | 3,5       | 0         | 13,93      | 2          | 13,6       | 2          | 22,0       | 4          |
|                      | EL1 / VLD2 / Bekkevoort BeterA / Open Vld3 / Blauw 2.0.4 | 34,271     | 6          | 32,461     | 6          | 30,271    | 5         | 20,182    | 3         | 24,892    | 4         | 16,212    | 2         | 18,26A     | 3          | 8,23       | 1          | 5,44       | 0          |
|                      | EL1 / PVB2 / Bekkevoort BeterA / G.B.L3                  | 34,271     | 6          | 32,461     | 6          | 30,271    | 5         | 15,542    | 2         | 17,553    | 3         | 24,013    | 4         | 18,26A     | 3          | 10,33      | 1          | -          |            |
|                      | V82                                                      | -          |            | 10,94      | 1          | -         |           | -         |           | -         |           | -         |           | -          |            | -          |            | -          |            |
|                      | FB                                                       | 20,41      | 3          | -          |            | -         |           | -         |           | -         |           | -         |           | -          |            | -          |            | -          |            |
|                      | GEM BEL                                                  | 18,25      | 3          | -          |            | -         |           | -         |           | -         |           | -         |           | -          |            | -          |            | -          |            |
| Tot. stemmen         | Tot. stemmen                                             | 4003       | 4003       | 4078       | 4078       | 4134      | 4134      | 4208      | 4208      | 4346      | 4346      | 4444      | 4444      | 4587       | 4587       | 4719       | 4719       | 3473       | 3473       |
| Opkomst %            | Opkomst %                                                |            |            |            |            | 96,95     | 96,95     | 97        | 97        | 94,87     | 94,87     | 95,82     | 95,82     | 94,99      | 94,99      | 94,7       | 94,7       | 67,0       | 67,0       |
| Blanco en ongeldig % | Blanco en ongeldig %                                     | 1,6        | 1,6        | 4,05       | 4,05       | 3,87      | 3,87      | 4,28      | 4,28      | 4,69      | 4,69      | 4,23      | 4,23      | 3,88       | 3,88       | 4,0        | 4,0        | 1,9        | 1,9        |

De rode cijfers naast de gegevens duiden aan onder welke naam de partijen telkens bij een verkiezing opkwamen.

De zetels van de gevormde meerderheid staan vetjes afgedrukt. De grootste partij is in kleur.

## Overige
Sint-Pieter is de patroonheilige van Bekkevoort.

## Nabijgelegen kernen
Diest, Schoonderbuken, Optielt, Wersbeek